# Nonanoate de méthyle
Le nonanoate de méthyle est l'ester de l'acide nonanoïque et du méthanol et de formule semi-développée CH3(CH2)7COOCH3, utilisé dans l'industrie alimentaire et dans la parfumerie comme arôme. 